# Militär-Verdienstmedaille (Österreich)

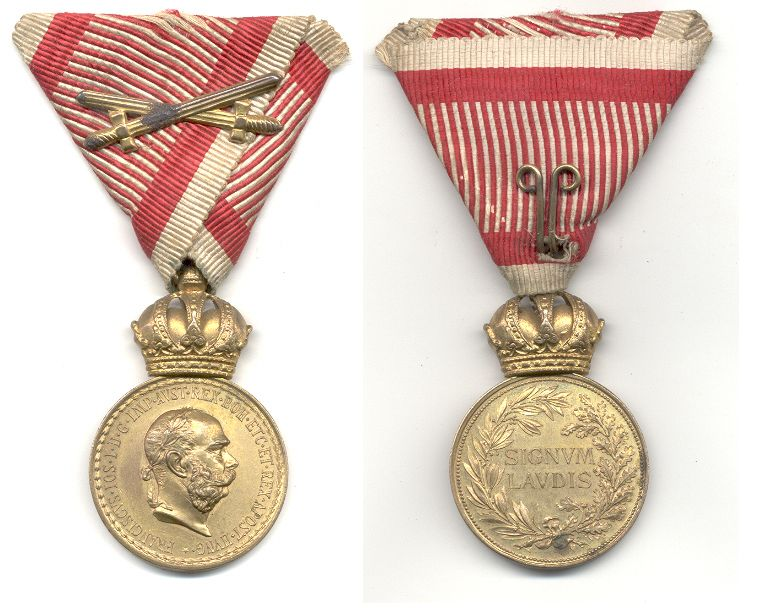
Militär-Verdienstmedaille („Signum Laudis“) am Band der Tapferkeitsmedaille mit Schwertern

Die Militär-Verdienstmedaille wurde am 12. März 1890 durch Kaiser Franz Joseph I. als sichtbare Auszeichnung für Personen gestiftet, denen für herausragende Leistungen im Krieg die „Allerhöchste belobende Anerkennung“ des Monarchen zuteilwurde. In Friedenszeiten wurde sie zum Ausdruck der „Allerhöchsten Zufriedenheit“ für vorzügliche Dienste verliehen. Nach der Inschrift auf der Rückseite auch als Signum Laudis bezeichnet (lateinisch für „Zeichen des Lobes“), diente sie noch 2006 als Vorbild für die damals neu eingeführte Militär-Anerkennungsmedaille der Republik Österreich.

## Stufen

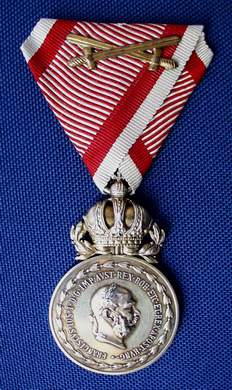
Große Militär-Verdienstmedaille (eingeführt 1916) mit Schwertern

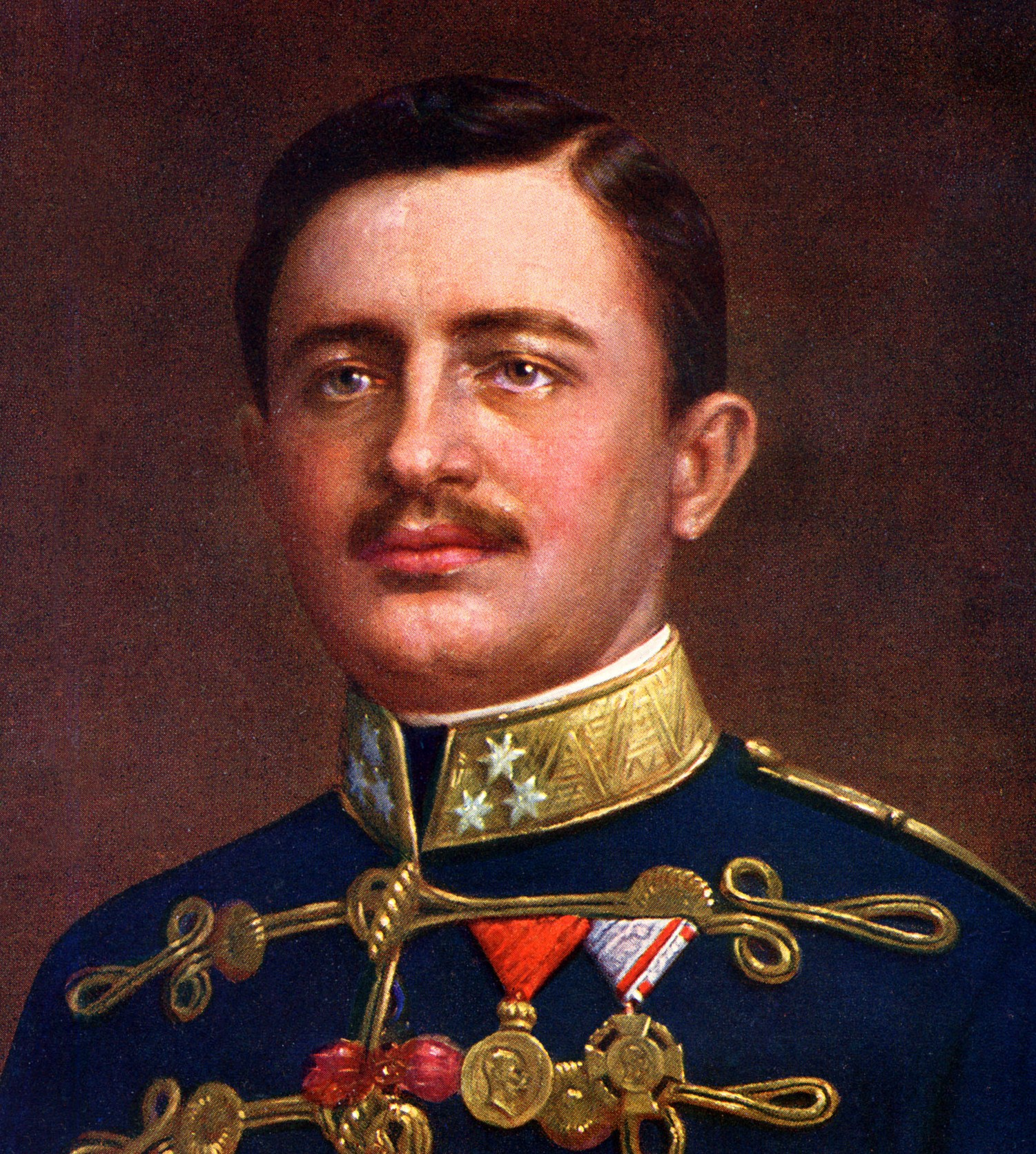
Der spätere Kaiser Karl I. mit dem Orden vom Goldenen Vlies, der Militär-Verdienstmedaille am hochroten Band und dem Militär-Jubiläumskreuz (von links nach rechts), 1915

Die Auszeichnung ersetzte 1890 die bis dahin nur schriftliche „Allerhöchste belobende Anerkennung“ des Souveräns und wurde auf „Allerhöchste Entschließung“  verliehen. Sie erfuhr bis zum Ende der Monarchie mehrere Statutenänderungen und konnte zuletzt wie folgt zur Verleihung kommen:
- Große Militär-Verdienstmedaille (Gold)
- Militär-Verdienstmedaille in Silber
- Militär-Verdienstmedaille (Bronze)

Am 26. März 1911 wurde die Militär-Verdienstmedaille in Silber für „neuerliche allerhöchste belobende Anerkennung“ des Kaisers eingeführt. Gleichzeitig wurden Spangen am Band der Medaille für mehrfache Verleihungen derselben Stufe geschaffen. Am 1. April 1916 wurde die Große Militär-Verdienstmedaille eingeführt, die etwas größer als die übrigen Stufen war und aus Gold gefertigt wurde. Sie wurde als „besondere und allerhöchste Anerkennung“ des Kaisers an nur 30 Personen verliehen. Von diesen standen 28 im Generalsrang, die beiden anderen waren 1916 der Marineflieger Linienschiffsleutnant Gottfried Banfield (1890–1986) und 1918 der Chiffrierexperte Oberstleutnant Hermann Pokorny (1882–1960).
Am 13. Dezember 1916 wurden zudem Spangen als Zusatz für die mehrmalige Verleihung für alle Stufen der Militär-Verdienstmedaille eingeführt.

## Aussehen
Die Große Militär-Verdienstmedaille ist eine runde Medaille (Durchmesser 30 mm) aus vergoldeter Bronze, die von einer beweglich angebrachten österreichischen Kaiserkrone überhöht wird. Die Medaille zeigt auf der Vorderseite das Profil Kaiser Franz Josephs I., und auf der Rückseite umschließt ein Lorbeer- und Eichenkranz die Inschrift „Signum Laudis“. Die silberne Medaille ist identisch gestaltet und aus Silber hergestellt. Es existieren aber auch Exemplare aus versilberter Bronze bzw. versilbertem Kriegsmetall. Die Große Militär-Verdienstmedaille hat einen Durchmesser von 38 mm, die Krone ist beiderseits von Lorbeerzweigen umrahmt. Medaillen, die ab April 1917 verliehen wurden, zeigen den Kopf von Kaiser Karl, dem Nachfolger Franz Josephs, und weisen eine fest verbundene Überhöhung aus österreichischer Kaiserkrone und ungarischer Königskrone auf.

## Band und Trageweise
Die Militär-Verdienstmedaille wurde in Friedenszeiten an einem einfarbig hochroten Band verliehen. Im Krieg wurde die Medaille am ponceaurot-weiß gestreiften Band der Tapferkeitsmedaille (das auch als Band des Militärverdienstkreuzes verwendet wurde) verliehen. Das Band wurde als Dreiecksband gebunden und an der linken Brustseite getragen.
Personen, die unmittelbar an einem Gefecht teilgenommen und sich dabei durch „tapferes Verhalten vor dem Feinde“ ausgezeichnet hatten, erhielten das Band mit gekreuzten Schwertern (der sogenannten „Kriegsdekoration“).
Bei mehrmaliger Verleihung der Militär-Verdienstmedaille wurde dies durch das Anbringen von metallenen Spangen, der sogenannten „Wiederholungsspangen“, auf dem Band kenntlich gemacht.